# Stara sinagoga (Erfurt)
Stara sinagoga (Alte Synagoge) v Erfurtu v Nemčiji je ena najbolje ohranjenih srednjeveških sinagog v Evropi, njeni najstarejši deli pa segajo v pozno 11. stoletje. Večina delov stavbe je iz obdobja okoli 1250–1320. To naj bi bila najstarejša stavba sinagoge, ki še vedno stoji nedotaknjena do strehe v Evropi.
Od leta 2009 se uporablja kot muzej lokalne judovske zgodovine. Hrani Erfurtski zaklad, zaklad srednjeveških kovancev, zlatarskih del in nakita, najden leta 1998. Ima tudi faksimile Erfurtskih hebrejskih rokopisov, pomembne zbirke verskih besedil iz 12. do 14. stoletja, ki so pripadala srednjeveški judovski skupnosti v Erfurtu.
Projekt Historic Synagogues of Europe, ki ga je izvedel Center za judovsko umetnost na Hebrejski univerzi v Jeruzalemu, je Stari sinagogi v Erfurtu podelil najvišjo stopnjo pomembnosti: 4 (mednarodno) – »Stavba ima izjemen arhitekturni, urbanistični ali zgodovinski pomen. Ima edinstvene značilnosti in/ali je mednarodno posebej vpliven kot arhitekturni vzorec.«
Leta 2015 je bila predlagana na Unescov seznam svetovne dediščine.

## Zgodovina in zaščita
Najstarejši deli stavbe so dendrokronološko datirani v leto 1094. V 12. stoletju je bila druga gradbena faza, od katere je ohranjen del zahodne stene z dvoločnim oknom iz peščenjaka.
Okoli leta 1270 je bila zgrajena večja sinagoga, ki je vključevala dele prejšnje stavbe. Iz tega časa je tudi zahodna fasada s petimi lancetnimi okni in veliko rozeto. V zgodnjih 14. stoletjih so jo razširili in dodali še eno nadstropje.
Po masakru v Erfurtu leta 1349, v katerem je bilo judovsko prebivalstvo pomorjeno in izgnano iz mesta, je bila sinagoga poškodovana. Mesto Erfurt je prevzelo lastništvo stavbe in jo kasneje prodalo lokalnemu trgovcu. Spremenili so jo v skladišče in pod njo zgradili obokano klet. Prezidave so precej spremenile notranjost stavbe. Naslednjih 500 let so ga uporabljali za skladiščenje blaga.
Od 19. stoletja je bila stavba namenjena različnim dejavnostim in je v različnih obdobjih imela plesno dvorano, restavracijo in celo dve stezi za kegljanje. Te spremembe in spremembe okoliških stavb so pomenile, da je bila Stara sinagoga, ki je na zadnji strani ozke uličice, večinoma pozabljena. Njena zgodovina ni bila priznana, kar je pomagalo zaščititi v nemškem obdobju.
Šele v poznih 1970-ih se je zanimanje za staro stavbo prebudilo. Arhitekturni zgodovinar Elmar Altwasser jo je začel raziskovati leta 1992. Mestni svet Erfurta je nepremičnino kupil leta 1998 ter jo obsežno raziskal in konzerviral.
»Pri konservatorstvu je bil velik poudarek na ohranjanju vseh sledi uporabe: tako tistih iz sinagogalne rabe kot tudi tistih iz poznejših predelav. Zaradi te skrbne konservacije in restavriranja je srednjeveške in tudi mlajše stavbne faze še vedno lahko prepoznati. Zaznati.« Stalna delegacija Nemčije pri UNESCO (2015) Stara sinagoga in mikveh v Erfurtu.
Leta 2007 so arheologi nedaleč od stare sinagoge, blizu erfurtskega Krämerbrücke (Trgovskega mostu), odkrili redko in še posebej dobro ohranjeno judovsko obredno kopališče Mikveh, ki izvira iz okoli leta 1250. Mikveh je obiskovalcem na vodenih ogledih dostopen od septembra 2011.
Leta 2015 so bile Stara sinagoga, mikveh in 'kamnita hiša', posvetna stavba iz okoli leta 1250 v srednjeveškem mestnem središču Erfurta, ki je imela judovske lastnike, skupaj nominirane za svetovno dediščino.[8] So na poskusnem seznamu, vendar dokončna odločitev še ni bila sprejeta. 

## Muzej
Stara sinagoga je bila kot muzej odprta 27. oktobra 2009.
Muzej trajno hrani Erfurtski zaklad, zaklad 3141 srebrnikov, težkih 24 kilogramov in več kot 700 kosov zlatarskih del in nakita, ki naj bi pripadal Judom, ki so jih skrili v času pokola v Erfurtu leta 1349. Zbirka, ki skupaj tehta skoraj 30 kilogramov, je bila najdena leta 1998 v steni hiše na Michaelisstraße 43, v srednjeveški judovski soseski, blizu sinagoge. Zaklad je bil razstavljen v Berlinu, Parizu, Londonu, New Yorku in Tel Avivu.
Prikazuje tudi faksimile Erfurtskih hebrejskih rokopisov, zbirke pomembnih verskih besedil iz 12. do 14. stoletja. Po erfurtskem pokolu so prišle v last mestnega sveta Erfurta, v poznem 17. stoletju pa so končale v knjižnici luteranske evangeličanske službe v nekdanjem erfurtskem avguštinskem samostanu. Ministrstvo jih je leta 1880 prodalo Kraljevi knjižnici v Berlinu, današnji Berlinski državni knjižnici, kjer izvirnike zdaj hranijo.

### ErfurtskaTosefta
Eden od Erfurtskih rokopisov je Tosefta, del zbirke ustnega prava ali ustne Tore, ki se pripisuje judovskim učenjakom, imenovanim tannaim, ki so večinoma živeli v Palestini od približno leta 0 n. št. do leta 200 n. št. Vsi učenjaki se ne strinjajo, vendar se na splošno domneva, da zagotavlja razlago nejasnih delov Mišne, glavne knjige judovske pravne teorije.
Tosefte so redko prepisovali in Erfurtska Tosefta iz 12. stoletja je najstarejši od samo treh znanih rokopisov Tosefta. Drugi dve sta Dunajska tosefta, pozno 13. stoletje, ki jo hrani Avstrijska nacionalna knjižnica, in Londonska Tosefta, 15. stoletje, ki jo hrani Britanska knjižnica.
Moses Samuel Zuckermandl (tudi Zuckermandel) je bil prvi, ki je opozoril na pomen Erfurtske Tosefte v svoji temeljni študiji o njej, objavljeni v nemščini leta 1876.

## Druge sinagoge v Erfurtu
Kleine Synagoge  (Mala sinagoga) je bila zgrajena leta 1840 in je bila v uporabi do leta 1884. Leta 1998 je bila obnovljena in se zdaj uporablja kot prireditveni prostor. Stavba ima klasično fasado in notranjost.
Leta 1884 je skupnost zgradila Große Synagoge (Veliko sinagogo), veličastno stavbo v mavrskem slogu. Uničena je bila v nacističnih nemirih Kristalne noči v noči z 9. na 10. november 1938.
Leta 1947 je mesto Velike sinagoge, ki so ga zaplenili nacisti, mestni svet Erfurta vrnil judovski skupnosti. Neue Synagoge (Nova sinagoga), ki je bila zgrajena na tem mestu, je bila odprta 31. avgusta 1952. Novo stavbo je financirala vlada NDR in je bila edina popolnoma nova sinagoga, ki je bila kdaj zgrajena v državi.
To je Nova sinagoga, ki jo uporablja za bogoslužje današnja judovska skupnost v Erfurtu; aprila 2000 jo je zažgala skupina neonacistov.